# Glyptopetalum quadrangulare
Glyptopetalum quadrangulare là một loài thực vật có hoa trong họ Dây gối. Loài này được Prain ex King mô tả khoa học đầu tiên năm 1896.